# Wolfgang Jantzen
Wolfgang Jantzen (* 4. Mai 1941; † 22. November 2020) war ein  Sonderpädagoge, Psychologe und Bremer Hochschullehrer.

## Biografie
Jantzen studierte ab 1963 in Gießen und Marburg mit den Abschlüssen Lehramt  und Diplom-Psychologe. Von 1966 bis 1971 war er Lehrer an einer Sonderschule, ab 1971 dann Studienrat im Hochschuldienst in Marburg, wo er 1972 zum Dr. phil. promoviert wurde. Ab 1974 war er Professor für Allgemeine Behindertenpädagogik an der Universität Bremen. Im Wintersemester 1987/88 erhielt er eine Wilhelm-Wundt-Professur für Psychologie an der Karl-Marx-Universität Leipzig. Nach seiner Emeritierung 2006 nahm er 2010 eine Forschungsgastprofessur am Centro de Educação e Ciências Humanas (CECH) der Bundesuniversität von São Carlos (UFSCar) in Brasilien an.
Jantzen war Mitbegründer und erster Vorsitzender der Luria-Gesellschaft – Verein zur Förderung der wissenschaftlichen Grundlegung der Rehabilitation hirngeschädigter Menschen von 1987 bis 2008; zweiter Vorsitzender ab 2011.

## Wissenschaftliche Arbeit
Jantzen knüpfte an die Traditionen der Kulturhistorische Schule und der Tätigkeitstheorie an. Er beschäftigte sich mit der Philosophie, Soziologie und (Neuro)-Psychologie der Intersubjektivität. Sein Ziel war es, eine allgemeine Theorie sozialer, intersubjektiver Räume zu entwickeln, von denen Vygotskijs Zone der nächsten Entwicklung ein fundamentaler Spezialfall ist, dessen Aufhellung die elementare Einheit pädagogischer Prozesse zu liefern verspricht. Er trug zu einer politischen Philosophie der Behinderung bei. Jantzen gilt neben Georg Feuser als Mitbegründer der Materialistischen Behindertenpädagogik. Seine praxisbezogenen Arbeiten zu rehistorisierender Diagnostik und De-Institutionalisierung dokumentierten eine Entwicklungsfähigkeit auch bei schwerster Behinderung. Jantzen war Gesamtherausgeber des Enzyklopädischen Handbuchs der Behindertenpädagogik „Behinderung, Bildung, Partizipation“ in zehn Bänden.
Ausgehend von dem gesellschaftlich häufig marginalisierten Fach der Behindertenpädagogik entwickelte Jantzen, zum Teil zusammen mit Georg Feuser, eine synthetische Humanwissenschaft mit universalem Anspruch. Dabei bezog er eine in heutiger Wissenschaft seltene Breite der Wissenschaften ein, von den Naturwissenschaften wie Neurologie und Genetik, Verhaltensforschung, Bindungsforschung, Kybernetik, bis hin zu Soziologie, Psychologie und Philosophie. Bei letzterer spielen Marx, Spinoza, auch Hegel und Hans Heinz Holz eine Rolle sowie zuletzt Autoren des globalen Südens wie Enrique Dussel, Boaventura de Sousa Santos, ferner die feministische Literatur, besonders aus Lateinamerika. Seit seiner Veröffentlichung der Allgemeinen Behindertenpädagogik ist die von ihm entwickelte synthetische Humanwissenschaft mit einer Dialektik der Natur verknüpft, wobei er die objektive Seite der Erkenntnisse derart mit intersubjektiven Zusammenhängen verbindet, dass daraus eine Theorie vom sozialen Sinn resultiert, die ebenso materialistisch ist, wie sich einer spirituellen Interpretation öffnet, welche an der Sensibilität für Ungerechtigkeit und der Möglichkeit der Befreiung geschärft ist und sich an Autoren wie Dorothee Sölle, Pablo Neruda und Walter Benjamin orientiert.

## Rezeption
Jantzen eckte im traditionellen sonderpädagogischen Bereich nicht selten an wegen der Komplexität seiner Texte, vor allem aber wegen seiner kritischen Position zu jeder Form von Exklusion.

## Schriften (Auswahl)
- Sozialisation und Behinderung. Gießen: Focus 1974.
- Grundriss einer allgemeinen Psychopathologie und Psychotherapie. Köln: PRV 1979.
- Sozialgeschichte des Behindertenbetreuungswesens. München: Juventa 1982.
- Allgemeine Behindertenpädagogik, Bd. I und II. Weinheim: Beltz 1987 (1992²), 1990; Neuauflage in einem Band: Berlin: Lehmans media 2007.
- Psychologischer Materialismus, Tätigkeitstheorie, Marxistische Anthropologie. Berlin: Argument-Verlag 1991.
- Am Anfang war der Sinn – Zur Naturgeschichte, Philosophie und Psychologie von Tätigkeit, Sinn und Dialog. BdWi-Verlag 1994. Neuauflage: Berlin: Lehmanns Media 2012.
- Die Zeit ist aus den Fugen. Marburg: BdWi-Verlag 1998.
- Materialistische Anthropologie und postmoderne Ethik. Methodologische Studien. Köln: Pahl-Rugenstein-Nachfolger 2004.
- „Es kommt darauf an, sich zu verändern …“ – Zur Methodologie und Praxis rehistorisierender Diagnostik und Intervention. Gießen: Psychosozial-Verlag 2005.
- „Kulturhistorische Psychologie heute – Methodologische Erkundungen zu L.S. Vygotskij“. Berlin: Lehmanns Media: 2008.
- Schriften zur kulturhistorischen Psychologie. E-Journal Tätigkeitstheorie – Journal für tätigkeitstheoretische Forschung in Deutschland. Heft 11. Berlin: Lehmanns Media 2014. Digitalisat (PDF)
- Einführung in die Behindertenpädagogik. Berlin: Lehmanns Media 2016.
- Behindertenpädagogik als synthetische Humanwissenschaft: Sozialwissenschaftliche und methodologische Erkundungen (Dialektik der Be-Hinderung). Gießen: Psychosozial-Verlag 2019
- Geschichte, Pädagogik und Psychologie der geistigen Behinderung (Schriftenreihe International Cultural-historical Human Sciences). Berlin: Lehmanns Media 2020

(Mit-)Herausgeber von:
- Mit Georg Feuser: Jahrbuch für Psychopathologie und Psychotherapie. 1980 bis 1993.
- Demokratische Erziehung, 1985–1987.
- Die neuronalen Verstrickungen des Bewußtseins. Zur Aktualität von Alexander Lurijas Neuropsychologie. Münster: Lit 1993.
- Mitteilungen der Luria-Gesellschaft. 1994–2009; Jahrbuch der Luria-Gesellschaft. Ab 2010.
- (mit L. Lanwer-Koppelin): Diagnostik als Rehistorisierung. Berlin: Spiess 1996; Neuauflage: Berlin: Lehmann Media 2011.
- (mit L. Lanwer-Koppelin und Kristina Schulz): Qualitätssicherung und Deinstitutionalisierung - Niemand darf wegen seiner Behinderung benachteiligt werden. Berlin. Spiess 1999.
- Jeder Mensch kann lernen - Perspektiven einer kulturhistorischen (Behinderten-)Pädagogik. Neuwied, Berlin (Luchterhand) 2001.
- Alexandr R. Lurija: Kulturhistorische Humanwissenschaft. Berlin (Pro Business) 2002.
- (mit B. Siebert): „Ein Diamant schleift den anderen“ - Evald Vasilevič Il’enkov und die Tätigkeitstheorie. Berlin (Lehmanns) 2003.
- Gehirn, Geschichte und Gesellschaft. Die Neuropsychologie Alexandr R. Lurijas (1902 – 1977). Berlin (Lehmanns) 2004.
- Die Schule Galperins - Tätigkeitstheoretische Beiträge zum Begriffserwerb im Vor- und Grundschulalter. Berlin (Lehmanns) 2004.
- Kulturhistorische Didaktik. Rezeption und Weiterentwicklung in Europa und Lateinamerika. Berlin: Lehmanns Media: 2012.
- (mit T. Hoffmann/ U. Stinkes): Empowerment und Exklusion: Zur Kritik der Mechanismen gesellschaftlicher Ausgrenzung. Gießen: Psychosozial Verlag 2018.